# Anomostomus
Anomostomus is een geslacht van kevers uit de familie van de loopkevers (Carabidae). De wetenschappelijke naam van het geslacht is voor het eerst geldig gepubliceerd in 1853 door Laferte-Senectere.

## Soorten
Het geslacht Anomostomus omvat de volgende soorten:
- Anomostomus laevigatus (Kuntzen, 1919)
- Anomostomus orientalis Andrewes, 1923
- Anomostomus torridus LaFerte-Senectere, 1853